# Basketball in Spanien
Basketball ist in Spanien ein beliebter Breiten- und Publikumssport. Der Basketballverband Federación Española de Baloncesto (FEB) wurde am 31. Juli 1923 gegründet und trat 1934 der Fédération Internationale de Basketball (FIBA) bei. Seit 1933 wird eine Meisterschaft ausgespielt, vorerst als Copa de España im Pokalmodus und seit der Saison 1957 im Ligamodus als Liga Española de Baloncesto (heute Liga ACB). Mit 4.053 registrierten Vereinen und 407.728 lizenzierten Spielern (Stand 2012), ist Basketball in Spanien der zweitbeliebteste Mannschaftssport nach Fußball.

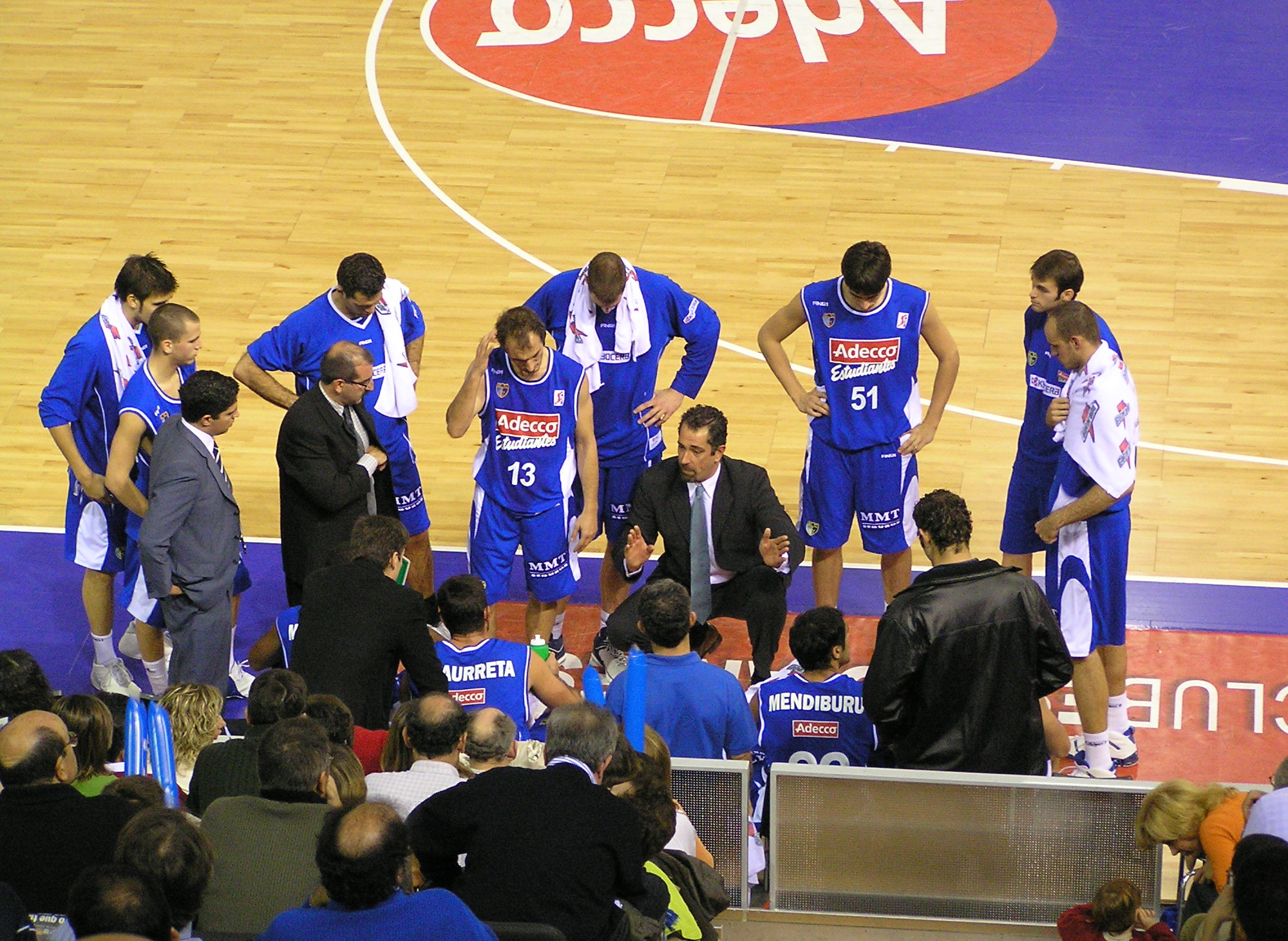
Basketballteam Estudiantes

## Nationale Basketballwettbewerbe

### Männer

#### Liga ACB
Die spanische Basketballliga wurde erstmals 1957 als Liga Española de Baloncesto ausgespielt und stand unter Schirmherrschaft des spanischen Verbandes Federación Española de Baloncesto (FEB). Sie löste damals die im Pokalmodus ausgetragene Copa de España als höchsten spanischen Bewerb für Klubmannschaften ab. Der dominierende Verein war in frühen Jahren Real Madrid, das zwischen 1957 und 1977 lediglich zwei Saisons nicht als Meister beendete, nämlich 1958/59, als der FC Barcelona den Titel gewann, und 1966/67 durch den Sieg Joventut de Badalonas. Im Jahr 1982 wurde ein separater Ligaverband mit dem Namen Asociación de Clubs de Baloncesto (ACB) gegründet, der seit der Saison 1983/84 für die Organisation und Vermarktung der ersten Liga verantwortlich ist und weitestgehend autonom vom spanischen Dachverband agiert. Die höchste Spielklasse trägt seither den Namen Liga ACB. Die zunehmende Professionalisierung führte auch zum Aufstieg zahlreicher Basketballklubs, die bis dahin zumeist im Schatten der beiden größten Sportvereine des Landes, Real Madrid und dem FC Barcelona, standen. Zwar halten die beiden Klubs immer noch 54 der insgesamt 65 Meistertitel (Stand 2021), doch auch reine Basketballvereine wie Joventut de Badalona, Estudiantes, Saski Baskonia, Unicaja Málaga oder Valencia Basket Club begannen seither um nationale und internationale Trophäen zu konkurrieren.
Bis zur Gründung der Liga ACB in der Saison 1983/84 wurde der Titel in einem Rundenturnier mit Hin- und Rückspiel ausgetragen. Für einen Sieg gab es zwei Punkte, für das damals noch vorgesehene Unentschieden einen Punkt. Die Liga-ACB hingegen besteht aus einem Grunddurchgang, in dem die derzeit 18 teilnehmenden Mannschaften ebenfalls ein Rundenturnier mit Hin- und Rückspiel austragen, Unentschieden gibt es nicht mehr, gezählt werden die gewonnenen Spiele, wobei bei Gleichstand das direkte Duell vor dem Korbverhältnis entscheidet. Im Anschluss an den Grunddurchgang ermitteln die acht bestplatzierten Mannschaften in einem Play-off den spanischen Meister. Die beiden Letztplatzierten steigen in die LEB Oro, der zweiten Spielklasse, ab. Rekordsieger der spanischen Liga ist in Spanien derzeit Real Madrid mit 33 Titeln.

#### Copa del Rey
Die Copa del Rey ist gegenwärtig der spanische Pokalbewerb. Er wurde 1933 als Copa de España erstmals ausgespielt und war bis 1957 die einzige gesamtspanische Meisterschaft. Aktuell wird er als Final Eight-Play-off ausgespielt, wobei sich die besten sieben Teams zur Halbzeit der Liga sowie die Heimmannschaft des Austragungsortes für dieses Turnier qualifizieren, dass in Folge in vier Tagen (Donnerstag bis Sonntag) ausgespielt wird. Rekordsieger ist derzeit Real Madrid mit 26 Titeln.

#### Superpokal
Die Supercopa de España de Baloncesto ist ein Bewerb der erstmals zwischen 1984 und 1987 zwischen dem Meister und dem Pokalsieger ausgetragen wurde. Erst im Jahr 2004 wurde der Bewerb erneut ins Leben gerufen, wird jedoch seither vor Beginn der Liga ausgetragen und im Normalfall qualifizieren sich der spanische Meister, der Pokalsieger, die beste Mannschaft bei internationalen Turnieren sowie die Heimmannschaft des Austragungsortes für das Turnier, das im Final Four-Play-off-Modus ausgetragen wird. Sollte ein Team mehrere Qualifikationskriterien erfüllen, so rückt die nächstbeste Mannschaft der Meisterschaft nach. Rekordsieger ist derzeit der FC Barcelona mit fünf Titeln.

### Frauen

#### Liga Femenina de Baloncesto
Die Liga Femenina de Baloncesto ist der höchste Klubbewerb für Frauen in Spanien. Er wird seit 1964 ausgetragen und besteht in der Gegenwart aus 14 Mannschaften. Die besten Acht des Grunddurchganges bestreiten ein Play-off um den Titel, die letzten Zwei steigen in die Liga Femenina de Baloncesto 2 ab. Derzeitiger Rekordmeister ist Ros Casares Valencia mit zwölf Titeln.

#### Copa de la Reina
Die Copa de la Reina de Baloncesto ist der Pokalwettbewerb für Frauen. Der erste Bewerb fand zwar schon 1943 statt, doch wird er erst seit 1978 ununterbrochen ausgetragen. Aktuell wird der Pokal, ähnlich wie bei den Männern, als Final Eight-Play-off ausgespielt, wobei sich die besten sieben Teams zur Halbzeit der Liga sowie die Heimmannschaft des Austragungsortes für dieses Turnier qualifizieren, das in Folge in drei Tagen an einem fixen Ort ausgespielt wird. Rekordsieger ist Ros Casares Valencia mit zehn Titeln.

#### Superpokal
Die Supercopa Femenina de Baloncesto wird seit der Saison 2002/03 im Anschluss an die Meisterschaft zwischen dem Meister und dem Pokalsieger ausgetragen. Holt eine Mannschaft das Double, so nimmt der Pokalfinalist am Supercup teil. Derzeitiger Rekordsieger ist Ros Casares Valencia mit sechs Titeln.

## Erfolge bei internationalen Basketballwettbewerben

### Nationalmannschaft der Herren
Der erste offizielle Auftritt der spanischen Nationalmannschaft fand bei der Basketball-Europameisterschaft 1935 in Genf statt. Die Spanier eroberten die Silbermedaille. Seither entwickelte sich die Auswahl der Herren zu einer festen Größe bei internationalen Turnieren. Sowohl bei Olympischen Spielen, als auch bei Welt- und Europameisterschaften im Senioren- und Juniorenbereich, haben die Iberer Erfolge vorzuweisen.

#### Olympische Spiele
Nachdem man bei den Olympischen Spielen 1980 erst im abschließenden Spiel um Platz drei an der Basketballnationalmannschaft der UdSSR scheiterte und somit knapp eine Medaille verpasste, so gelang vier Jahre später in Los Angeles der Finaleinzug, nachdem man im Halbfinale das favorisierte Jugoslawien, mit Stars wie Dražen Petrović oder Dražen Dalipagić in ihren Reihen, mit 74:61 besiegt hatte. Dort traf man auf das damals als nahezu unschlagbar geltende Team der USA, mit Spielern wie Patrick Ewing, Michael Jordan, Chris Mullin, Alvin Robertson oder Sam Perkins. Die Gastgeber gewannen das Finale mit 96:65, jedoch konnte die Silbermedaille der Spanier eine Basketballeuphorie im Land entfachen. Die bekanntesten Spieler der damaligen Mannschaft waren Fernando Martín, Juan Antonio San Epifanio „Epi“, Juan Antonio Corbalán und Fernando Romay.
Auf eine weitere Medaille mussten die Spanier 24 Jahre warten. Bei den Olympischen Spielen 2008 in Peking erreichte man nach Siegen gegen Kroatien und Litauen im Viertel- und Halbfinale, erneut das Endspiel gegen die USA. Das Team der Amerikaner war gespickt mit NBA-Stars wie Kobe Bryant, LeBron James, Carmelo Anthony, Dwyane Wade, Dwight Howard oder Jason Kidd, dennoch begegneten die Spanier ihnen in einem hochklassigen Finale auf Augenhöhe und verloren schließlich mit 107:118. Herausragende Spieler der spanischen Mannschaft bei diesen Olympischen Spielen waren Pau Gasol, José Calderón, Rudy Fernández, Ricky Rubio und Juan Carlos Navarro.
| Medaillen bei Olympischen Spielen |      |                |        |        |
| Mannschaft                        | Gold | Silber         | Bronze | Gesamt |
| Herren                            | –    | 1984 2008 2012 | 2016   | 4      |

#### Weltmeisterschaften

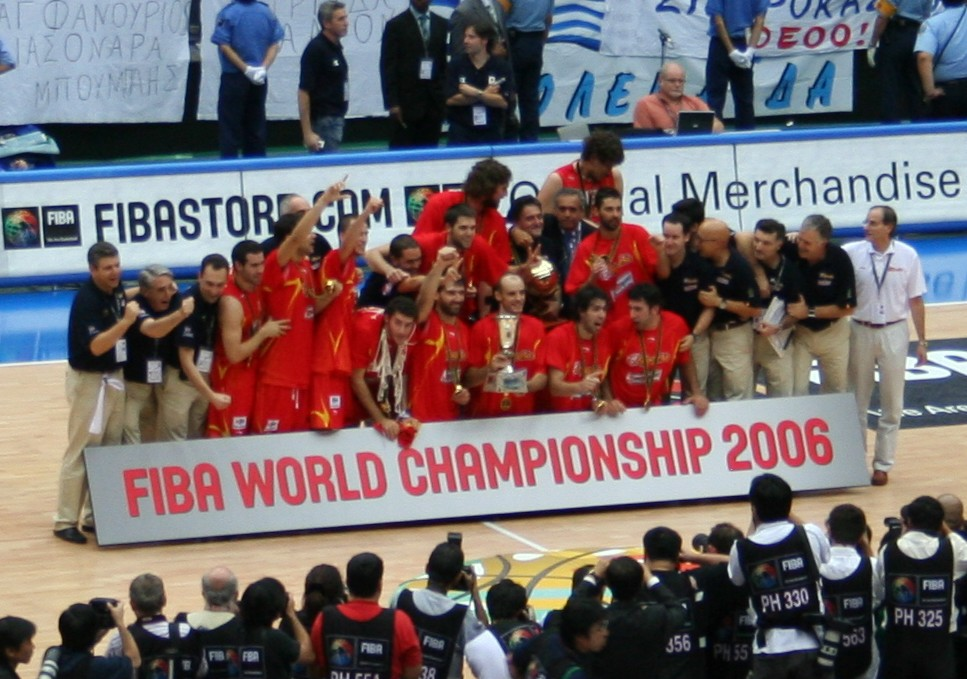
Weltmeistermannschaft 2006.

Bei Basketball-Weltmeisterschaften führte die spanische Nationalmannschaft lange ein Schattendasein. Der erste Achtungserfolg gelang 1974, als man das Turnier auf dem fünften Platz beenden konnte. Das Ergebnis konnte acht Jahre später, bei der WM in Kolumbien, noch verbessert werden, die Spanier erreichten das Spiel um Platz drei, das jedoch mit 117:119 knapp gegen die Mannschaft aus Jugoslawien verloren wurde. In der Folge war die spanische Nationalmannschaft stets bei Endrunden vertreten und erreichte drei weitere fünfte Plätze (1986, 1998, 2002).
Der bislang größte Erfolg des spanischen Basketballs auf Nationalmannschaftsebene gelang schließlich bei der WM 2006 in Japan. Nach Siegen gegen Serbien und Montenegro, Litauen und Argentinien im Achtel-, Viertel- und Halbfinale, traf man im Endspiel auf Griechenland, das zuvor die USA ausgeschaltet hatte. Im Finale bezwangen die Spanier, insbesondere mit einer sehr starken Defensivleistung, ihre Gegner mit 70:47 und gewannen so erstmals den Weltmeistertitel. Zum besten Spieler des Turniers wurde Pau Gasol gewählt, obwohl er aufgrund einer Verletzung nicht am Finalspiel teilnehmen konnte, Jorge Garbajosa war zudem Teil des All-Tournament-Teams.
Kader der Weltmeisterschaft 2006
| Spanien – Basketball-Weltmeisterschaft 2006 |
| 4 P. Gasol \| 5 Fernández \| 6 Cabezas \| 7 Navarro \| 8 Calderón \| 9 Reyes \| 10 Jiménez \| 11 S. Rodríguez \| 12 B. Rodríguez \| 13 M. Gasol \| 14 Mumbrú \| 15 Garbajosa \| Trainer Hernández |

| Medaillen bei Weltmeisterschaften |      |        |        |        |
| Mannschaft                        | Gold | Silber | Bronze | Gesamt |
| Herren                            | 2006 | –      | –      | 1      |
| U 19 (Herren)                     | 1999 | –      | 1995   | 2      |
| Gesamt                            | 2    | 0      | 1      | 3      |

| Medaillen beim Albert-Schweitzer-Turnier |           |                          |           |        |
| Mannschaft                               | Gold      | Silber                   | Bronze    | Gesamt |
| U 18 (Herren)                            | 1998 2012 | 1977 1979 1987 1994 2002 | 1975 2004 | 9      |
| Gesamt                                   | 2         | 5                        | 2         | 9      |

#### Europameisterschaften
Spanien nahm 1935 in Genf an der ersten Basketball-Europameisterschaften teil. Nach Siegen gegen Belgien und die Tschechoslowakei erreichte das Team das Finale, wo man Lettland mit 18:24 unterlag. Auf dieses Erfolgserlebnis folgte eine lange Durststrecke, das durch den Bürgerkrieg (1936–1939) geschwächte Land konnte sich für neun Europameisterschaftsendrunden in Folge nicht qualifizieren, erst 1959 war man wieder dabei und erreichte schlussendlich den 15. Rang. Seither hat sich Spanien jedoch stets qualifiziert und stieg zu einer festen Größe im kontinentalen Bewerb auf. 1963 wurde Spaniens damaliger Star Emiliano Rodríguez zum besten Spieler des Turniers gewählt und 1973 folgte die nächste Medaille, erneut Silber. Vier weitere Male verlor man erst im Endspiel (1983, 1999, 2003, 2007), besonders groß war die Enttäuschung im Jahr 2007, Spanien, damals amtierender Weltmeister und Gastgeber, ging als Favorit ins Turnier, erreichte das Finale, verlor dort aber gegen die von Andrei Kirilenko angeführten Russen mit 69:70. Spaniens Pau Gasol vergab dabei Sekunden vor Schluss einen Wurf, der andernfalls den Sieg bedeutet hätte.
Der Bann konnte zwei Jahre später bei der Europameisterschaft 2009 in Polen gebrochen werden. Durch Siege gegen Frankreich und Griechenland, erreichten die Iberer das Finale, wo die junge Mannschaft Serbiens mit 85:63 bezwungen wurde. Pau Gasol wurde zum besten Spieler des Turniers gewählt, Rudy Fernández war Teil des All-Tournament-Teams.
Kader der Europameisterschaft 2009
| Spanien – Basketball-Europameisterschaft 2009 |
| 4 P. Gasol \| 5 Fernández \| 6 Rubio \| 7 Navarro \| 8 Claver \| 9 Reyes \| 10 Cabezas \| 11 López \| 12 Llull \| 13 M. Gasol \| 14 Mumbrú \| 15 Garbajosa \| Trainer Scariolo |

Bei der Europameisterschaft 2011 in Litauen gelang den Spaniern die erfolgreiche Titelverteidigung. Nach Siegen gegen Slowenien sowie Überraschungsteam Mazedonien im Viertel- und Halbfinale, traf man im Endspiel auf das Team aus Frankreich, rund um Tony Parker und Nicolas Batum. Die Spanier setzten sich mit 98:85 durch und holten somit den zweiten EM-Titel in Folge. Juan Carlos Navarro wurde als MVP des Turniers ausgezeichnet und Pau Gasol ins All-Tournament-Team gewählt.
Kader der Europameisterschaft 2011
| Spanien – Basketball-Europameisterschaft 2011 |
| 4 P. Gasol \| 5 Fernández \| 6 Rubio \| 7 Navarro \| 8 Calderón \| 9 Reyes \| 10 Claver \| 11 San Emeterio \| 12 Llull \| 13 M. Gasol \| 14 Ibaka \| 15 Sada \| Trainer Scariolo |

| Medaillen bei Europameisterschaften |                     |                               |                                    |        |
| Mannschaft                          | Gold                | Silber                        | Bronze                             | Gesamt |
| Herren                              | 2009 2011 2015      | 1935 1973 1983 1999 2003 2007 | 1991 2001 2013                     | 12     |
| U 20 (Herren)                       | 2011 2016           | 1996 2002 2007 2014 2015      | 1994 2000 2008 2009 2010 2012 2013 | 14     |
| U 18 (Herren)                       | 1998 2004 2011      | 1974 1978                     | 1976 1990 1994 2006 2013           | 10     |
| U 16 (Herren)                       | 2006 2009 2013 2016 | 1973 1983 1985 1993 1995 2007 | 1979 1991 2001 2005 2011           | 15     |
| Gesamt                              | 12                  | 19                            | 20                                 | 51     |

### Nationalmannschaft der Frauen
Ebenso wie die Herren, können auch die Damen auf zahlreiche Erfolge zurückblicken. Bei Olympischen Spielen war man bislang vier Mal vertreten, das beste Resultat war hierbei die Silbermedaille 2016, als die Spanierinnen erst im Endspiel mit 72:101 an den Vereinigten Staaten scheiterten. Bei Weltmeisterschaften war man fünf Mal in der Endrunde, wobei man seit 1994 ununterbrochen qualifiziert war. Das beste Resultat war der Gewinn der Silbermedaille 2014.
Noch erfolgreicher lief es für Spaniens Damen bei Basketball-Europameisterschaften. Bei bislang 16 Endrundenteilnahmen konnte 1993 der erste große Erfolg gefeiert werden. Im italienischen Perugia gewannen die Spanierinnen das Finale gegen Frankreich mit 63:53 und holten damit die Goldmedaille. Bei der EM 2013 setzten sich die Spanierinnen erneut im Finale gegen die Heimmannschaft Frankreich mit 70:69 durch. Im Jahr 2017 gelang erneut der Einzug ins Finale und auch diesmal gewannen die Ibererinnen mit 71:55 gegen die Französinnen. Des Weiteren konnten fünf Bronze- und eine Silbermedaille erobert werden.
| Medaillen bei Olympischen Spielen |      |        |        |        |
| Mannschaft                        | Gold | Silber | Bronze | Gesamt |
| Damen                             | –    | 2016   | –      | 1      |

| Medaillen bei Weltmeisterschaften |      |           |        |        |
| Mannschaft                        | Gold | Silber    | Bronze | Gesamt |
| Damen                             | –    | 2014      | 2010   | 2      |
| U 19 (Damen)                      | –    | 2009 2011 | –      | 2      |
| U 17 (Damen)                      | –    | 2012 2014 | –      | 2      |
| Gesamt                            | 0    | 5         | 1      | 6      |

| Medaillen bei Europameisterschaften |                                                   |                                    |                          |        |
| Mannschaft                          | Gold                                              | Silber                             | Bronze                   | Gesamt |
| Damen                               | 1993 2013 2017                                    | 2007                               | 2001 2003 2005 2009 2015 | 9      |
| U 20 (Damen)                        | 2007 2011 2012 2013 2015 2016 2017                | 2009 2010 2014                     | –                        | 10     |
| U 18 (Damen)                        | 1998 2006 2009 2013 2015                          | 1990 1994 2004 2005 2007 2010 2016 | 2011 2014                | 14     |
| U 16 (Damen)                        | 1999 2004 2005 2006 2008 2009 2011 2012 2013 2016 | 1993 2007                          | 2014                     | 13     |
| Gesamt                              | 25                                                | 13                                 | 8                        | 46     |

### Erfolge bei Vereinsbewerben

#### Herren

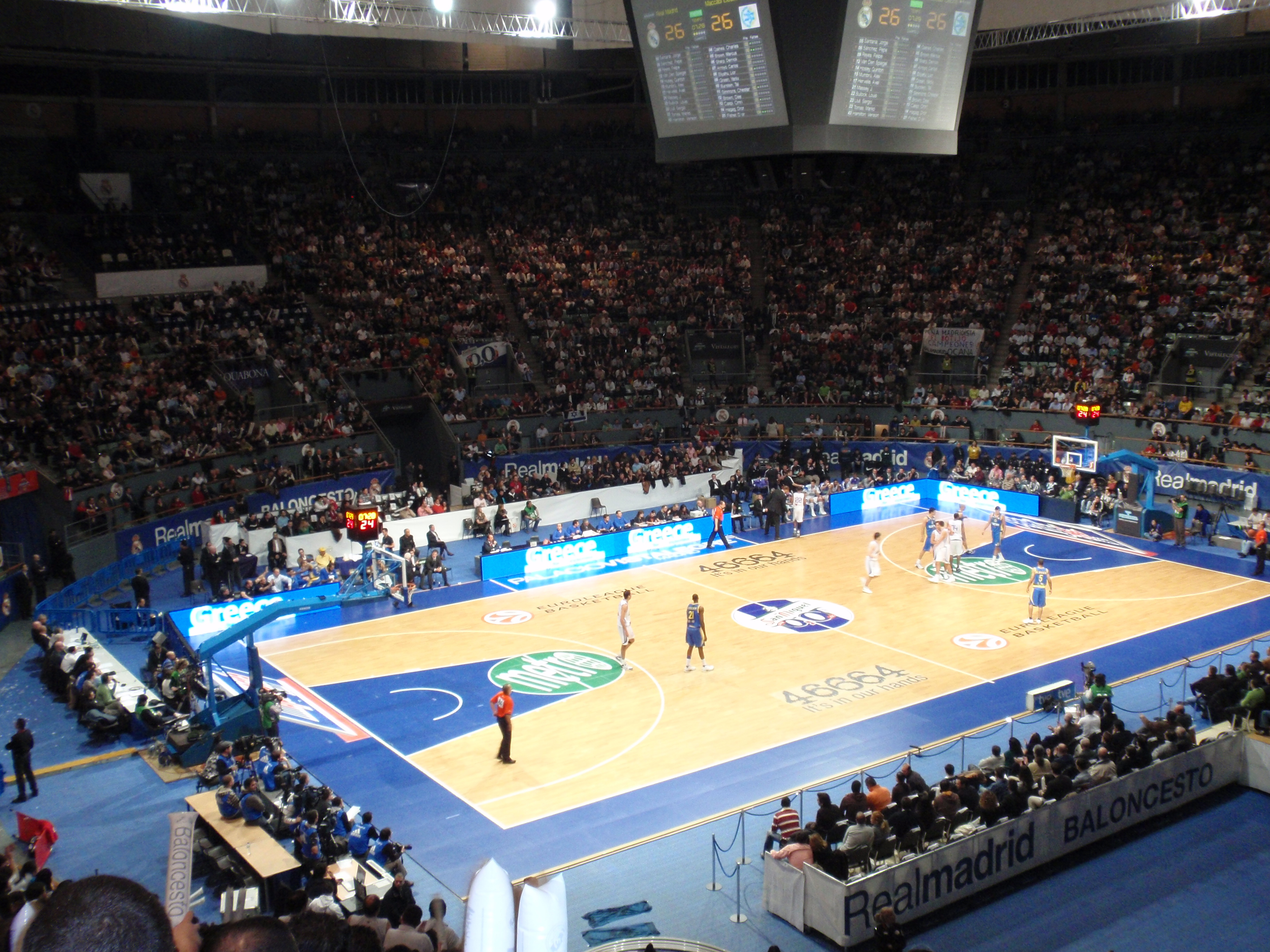
Real Madrid gegen Maccabi Tel Aviv. Euroleague 2008/09.

Beim 1958 erstmals ausgetragenen Europapokal der Landesmeister, dem bis 2001 höchsten europäischen Bewerb für Vereinsmannschaften, war es das spanische Team Real Madrid, das 1964 die Dominanz der Mannschaften aus der Sowjetunion brechen konnte und als erster Klub aus Westeuropa den Titel holte. Die von Pedro Ferrándiz trainierte Mannschaft rund um Stars wie Emiliano Rodríguez, Clifford Luyk oder Wayne Brabender gewann bis 1974 insgesamt fünf Titel. Nach einem Generationswechsel unter Trainer Lolo Sainz, folgten zwei weitere Siege in den Jahren 1978 und 1980. Tragende Spieler der damaligen Mannschaft waren unter anderem Juan Antonio Corbalán, Walter Szczerbiak, Fernando Romay, Iturriaga oder Rafael Rullán. Auch weitere spanische Mannschaften begannen in der Folge auf europäischer Bühne auf sich aufmerksam zu machen. Joventut de Badalona errang 1994 den Titel im Landesmeisterbewerb, der FC Barcelona erreichte fünf Mal das Finale. Mannschaften aus der spanischen Liga haben (Stand 2023) 51 der bedeutendsten internationalen Titel gewinnen können. Der mit Abstand erfolgreichste Verein ist Real Madrid mit 22 Trophäen.
Titelgewinne spanischer Klubs:
| Klub                 | UEL | EPL | EPP | EC | KC | BCL | IC | FEC | Gesamt |
| -------------------- | --- | --- | --- | -- | -- | --- | -- | --- | ------ |
| Real Madrid          | 3   | 8   | 4   | 1  | 1  | 0   | 5  | 0   | 22     |
| FC Barcelona         | 2   | 0   | 2   | 0  | 2  | 0   | 1  | 0   | 7      |
| Joventut de Badalona | 0   | 1   | 0   | 1  | 2  | 0   | 0  | 1   | 5      |
| CB 1939 Canarias     | 0   | 0   | 0   | 0  | 0  | 2   | 3  | 0   | 5      |
| Valencia Basket Club | 0   | 0   | 0   | 4  | 0  | 0   | 0  | 0   | 4      |
| CB Miraflores        | 0   | 0   | 0   | 0  | 0  | 2   | 1  | 0   | 3      |
| CB Málaga            | 0   | 0   | 0   | 1  | 1  | 0   | 0  | 0   | 2      |
| Saski Baskonia       | 0   | 0   | 1   | 0  | 0  | 0   | 0  | 0   | 1      |
| CB Gran Canaria      | 0   | 0   | 0   | 1  | 0  | 0   | 0  | 0   | 1      |
| CB Girona            | 0   | 0   | 0   | 0  | 0  | 0   | 0  | 1   | 1      |
| Gesamt               | 5   | 9   | 7   | 8  | 6  | 4   | 10 | 2   | 51     |

Legende:
| UEL: | EuroLeague                          |
| EPL: | Europapokal der Landesmeister       |
| EPP: | Europapokal der Pokalsieger         |
| EC:  | ULEB Eurocup und ULEB Cup           |
| KC:  | Korać-Cup                           |
| BCL: | Basketball Champions League         |
| IC:  | Intercontinental Cup                |
| FEC: | FIBA EuroChallenge und FIBA EuroCup |

#### Frauen
Im höchsten europäischen Klubbewerb für Frauen, der Euroleague Women, konnte Dorna-Godella Valencia zwei Mal den Titel feiern, der Nachfolgeverein Ros Casares Valencia gewann ein weiteres Turnier, in vier Fällen stand der Klub zudem im Finale (1994, 1995, 2007 und 2010). Einen Titel in der Euroleague hält zudem Perfumerías Avenida Salamanca (2011), das darüber hinaus 2009 das Endspiel erreichte. Ebenfalls im Finale scheiterten Pool Getafe 1998 und Rivas Ecópolis in einem rein spanischen Endspiel 2012.
Titelgewinne spanischer Klubs:
- Euroleague Women
  - 1992: Dorna-Godella Valencia
  - 1993: Dorna-Godella Valencia
  - 2011: Perfumerías Avenida Salamanca
  - 2012: Ros Casares Valencia
- Ronchetti Cup
  - 1999: Sandra Gran Canaria
- FIBA SuperCup Women
  - 2011: Perfumerías Avenida Salamanca

## Großereignisse in Spanien

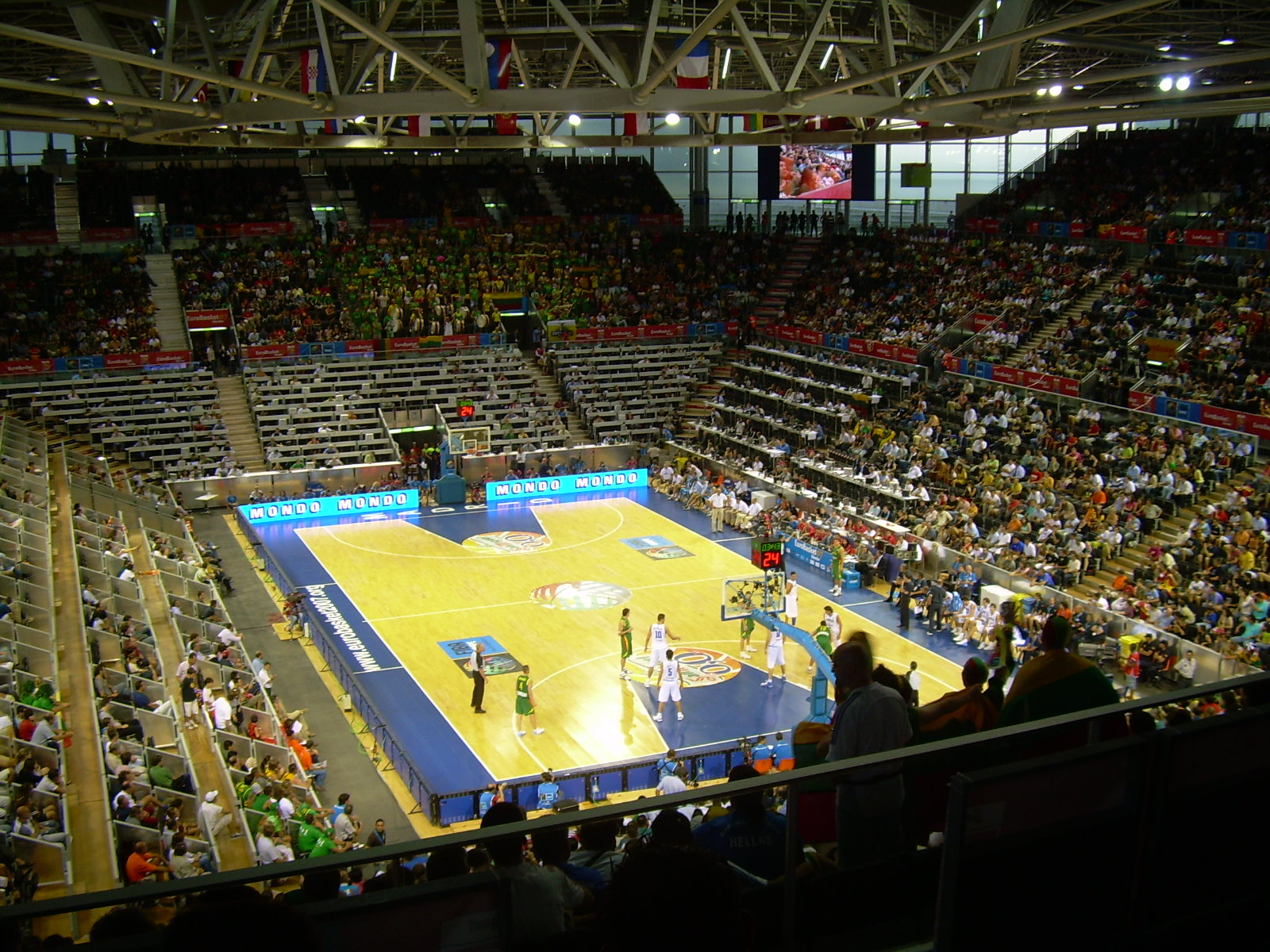
Litauen gegen Italien in der Telefónica Arena Madrid bei der Europameisterschaft 2007.

Aufgrund des großen Zuschauerinteresses, bewirbt sich Spanien regelmäßig für die Ausrichtung internationaler Basketballturniere und Finals. Folgende Großereignisse fanden, oder finden in naher Zukunft, auf spanischem Boden statt:
- Herrenwettbewerbe
  - Olympische Spiele: 1992
  - Weltmeisterschaften: 1986, 2014
  - Europameisterschaften: 1973, 1997, 2007
  - Europapokal der Landesmeister: 1967, 1969, 1990, 1995, 1998
  - EuroLeague Final Four: 2003, 2008, 2011, 2015
  - Europapokal der Pokalsieger: 1977, 1983, 1996, 1999
  - Eurocup: 2010
  - EuroChallenge: 2007
- Frauenwettbewerbe
  - Olympische Spiele: 1992
  - Europameisterschaften: 1987
  - Euroleague Women: 1977, 1979, 1991, 1993, 2009, 2010
  - Ronchetti Cup: 1986

## Akteure

### Bedeutende spanische Spieler
- Herren (aktive Zeit)

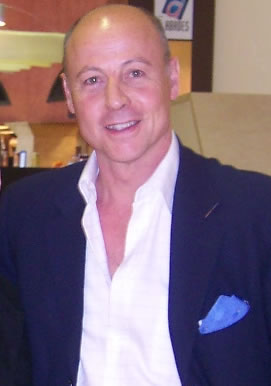
Juan Antonio Corbalán

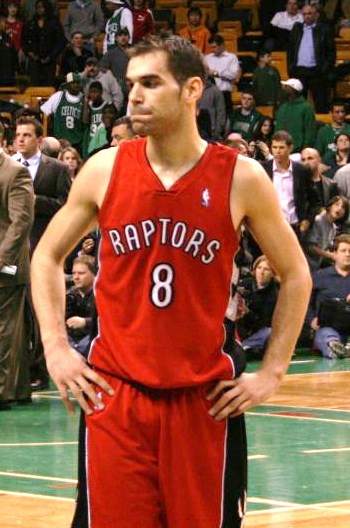
José Calderón

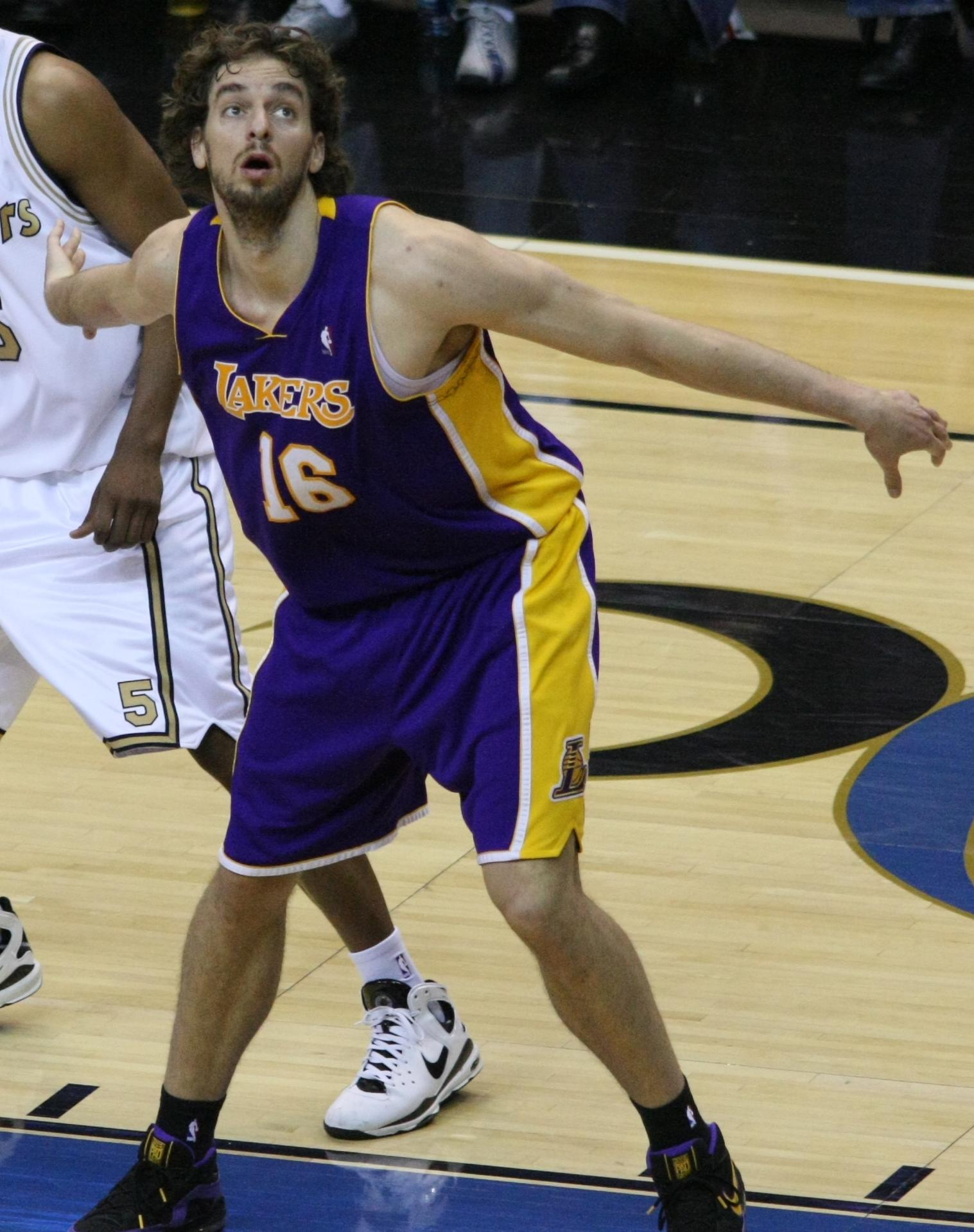
Pau Gasol

  - Emiliano Rodríguez (1956–1973): Zwölffacher spanischer Meister und neunfacher Pokalsieger. Vier Europapokale der Landesmeister, MVP der Finalspiele 1963 und 1964. MVP der Basketball-EM 1963 und 1969. Mitglied der FIBA Hall of Fame.
  - Clifford Luyk (1958–1978): Vierzehnfacher spanischer Meister und zehnfacher Pokalsieger. Sechs Europapokale der Landesmeister, MVP der Finalspiele 1965.
  - Wayne Brabender (1965–1985): Dreizehnfacher spanischer Meister und siebenfacher Pokalsieger. Vier Europapokale der Landesmeister. MVP der Basketball-EM 1973.
  - Juan Antonio Corbalán (1971–1991): Zwölffacher spanischer Meister und siebenfacher Pokalsieger. Drei Europapokale der Landesmeister. MVP der Basketball-EM 1983.
  - Fernando Romay (1976–1993): Achtfacher spanischer Meister und fünffacher Pokalsieger. Zwei Europapokale der Landesmeister. Führt mit 677 Blocks die ewige Bestenliste der spanischen Liga an.
  - Fernando Martín (1979–1989): Erster von der NBA gedrafteter Spanier (1985), erster Spanier und einer der ersten Europäer in der NBA (1986/87, Portland Trail Blazers). Vierfacher spanischer Meister und zweifacher Pokalsieger. Mitglied der FIBA Hall of Fame.
  - Juan Antonio San Epifanio „Epi“ (1979–1994): Siebenfacher spanischer Meister und zehnfacher Pokalsieger. Führt mit 3.358 Punkten und 239 Spielen die jeweiligen ewigen Bestenlisten der spanischen Nationalmannschaft an.
  - Ferran Martínez (1985–2002): Siebenfacher spanischer Meister und zweifacher Pokalsieger. Griechischer Meister (1998). Gewann alle internationalen Titel seiner Zeit (Europapokal der Landesmeister, Europapokal der Pokalsieger, Intercontinentalcup, Korac Cup). MVP des Finales um den Europapokal der Landesmeister 1994.
  - Alberto Herreros (1988–2005): Führt mit 9.757 Punkten und 1.233 verwandelten Drei-Punkte-Würfen die jeweiligen ewigen Bestenlisten der spanischen Liga an. Top-Scorer der Weltmeisterschaft 1998 (161 Punkte) und der Europameisterschaft 1999 (173 Punkte).
  - Juan Carlos Navarro (Seit 1997): Weltmeister 2006 und Europameister 2009. Fünffacher spanischer Meister, dreifacher Pokalsieger. Ein Titel in der EuroLeague (2002/03). MVP der EuroLeague in der Saison 2008/09.
  - José Calderón (Seit 1998): Weltmeister 2006. Hält mit einer Freiwurfquote von 98,1 % (151 von 154, 2008/09) den All-Time-NBA-Rekord. Höchste Rate an Assists pro Ballverlust der NBA in der Saison 2007/08.
  - Pau Gasol (Seit 1999): Weltmeister und MVP des Turniers 2006, Europameister und MVP de Turniers 2009. NBA Rookie of the Year 2001/02, NBA-All-Star 2006, 2009 und 2010, erster spanischer NBA-Champion (2008/09, LA Lakers). FIBA Europe Player of the Year 2008 und 2009.
  - Rudy Fernández (Seit 2002): Weltmeister 2006 und Europameister 2009. FIBA Europe Young Player of the Year 2006. Euroleague Rising Star Trophy 2006/07. Hält mit 159 verwandelten Drei-Punkte-Treffern (NBA-Saison 2008/09) den All-Time-Rookie-Rekord. Erster Europäer beim NBA Slam Dunk Contest (2009).
  - Ricky Rubio (Seit 2005): Europameister 2009. FIBA Europe Young Player of the Year 2007, 2008 und 2009. Jüngster Debütant in der Geschichte der spanischen Liga (14 Jahre, 11 Monate und 24 Tage).
- Damen (aktive Zeit)
  - Amaya Valdemoro (Seit 1992): Als erste Spanierin von einem WNBA-Team gedraftet und debütiert (1998). Drei Mal WNBA-Champion mit den Houston Comets (1998, 1999, 2000). Sechsfache spanische Meisterin, sechsfache Pokalsiegerin. Euroleague Women Titel (1993). Russische Meisterin und Pokalsiegerin (2006). MVP der Europameisterschaft 2007. Rekordspielerin und Korbjägerin der spanischen Nationalmannschaft.
  - Elisa Aguilar (Seit 1994): Rookie of the Year der Atlantic 10 Conference (2000). Spielte die Saison 2002 bei den Utah Starzz. Vierfache spanische Meisterin und fünffache Pokalsiegerin.

### Bedeutende spanische Trainer

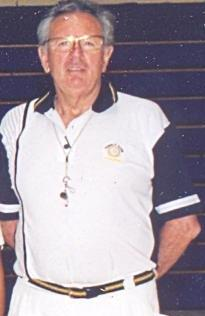
Antonio Díaz-Miguel

- Pedro Ferrándiz (1955–1975): Gewann als Trainer von Real Madrid fünf Europapokale der Landesmeister, zwölf spanische Meisterschaften und elf Pokale. Gründer des International Center of Research and Documentation of Basketball (Pedro Ferrándiz Stiftung). Mitglied der Naismith Memorial Basketball Hall of Fame und der FIBA Hall of Fame.
- Antonio Díaz-Miguel (1963–1997): 27 Jahre und 423 Spiele lang Trainer der spanischen Nationalmannschaft der Männer (1965–1992). Mitglied der Naismith Memorial Basketball Hall of Fame und der FIBA Hall of Fame.
- Lolo Sainz (1969–2001): Zwei Siege im Europapokal der Landesmeister. Zehn spanische Meisterschaften und vier Pokalsiege. Silbermedaille bei der Europameisterschaft 1999 mit der spanischen Nationalmannschaft.
- Aíto García Reneses (Seit 1969): Neun spanische Meisterschaften und fünf Pokalsiege. Silbermedaille bei den Olympischen Spielen 2008 mit der spanischen Nationalmannschaft.

### Mitglieder der Naismith Memorial Basketball Hall of Fame
Die Naismith Memorial Basketball Hall of Fame ist die bekannteste Ruhmeshalle des Basketballs. In ihr werden außergewöhnliche Spieler, Trainer, Schiedsrichter und Förderer des Sports aufgenommen.
- Antonio Díaz-Miguel (seit 1997, Trainer)
- Pedro Ferrándiz (seit 2007, Trainer)

### Mitglieder der FIBA Hall of Fame
Die FIBA Hall of Fame ist die Ruhmeshalle der Fédération Internationale de Basketball. In sie werden seit 2007 die herausragendsten Basketballspieler, Trainer, Schiedsrichter und Förderer aufgenommen, wobei in erster Linie die Leistung bei FIBA-Turnieren gewertet wird.
- Emiliano Rodríguez (seit 2007, Spieler)
- Fernando Martín (seit 2007, Spieler)
- Antonio Díaz-Miguel (seit 2007, Trainer)
- Pedro Ferrándiz (seit 2009, Trainer)
- Anselmo López (seit 2007, Förderer)
- Raimundo Saporta (seit 2007, Förderer)
- Ernesto Segura de Luna (seit 2010, Förderer)

## Spanische Spieler in der NBA
Der erste Spanier, und zugleich einer der ersten Europäer, der den Sprung in die NBA schaffte, war Fernando Martín. Er bestritt die Saison 1986/87 bei den Portland Trail Blazers, wo er jedoch, nicht zuletzt aufgrund zahlreicher Verletzungen, nur auf 25 Einsätze kam. Der erste Iberer, der sich dauerhaft durchsetzen konnte, war Pau Gasol, der von 2001 bis 2019 in der höchsten nordamerikanischen Profiliga aktiv war. Insgesamt haben bislang 20 Spanier in der NBA debütiert. In der Gegenwart (fett gedruckt, Stand: 2024/25) steht mit Santi Aldama ein Spanier im Kader eines NBA-Teams.
| Name                | Verein | Zeitraum                                                              |
| Fernando Martín     | Portland Trail Blazers | 1986–1987                                                             |
| Johnny Rogers 1     | Sacramento Kings Cleveland Cavaliers                                                                                                  | 1986–1987 1987–1988                                                   |
| Pau Gasol           | Memphis Grizzlies Los Angeles Lakers Chicago Bulls San Antonio Spurs Milwaukee Bucks Portland Trail Blazers                           | 2001–2008 2008–2014 2014–2016 2016–2019 2019                          |
| Raül López          | Utah Jazz | 2002–2005                                                             |
| José Calderón       | Toronto Raptors Detroit Pistons Dallas Mavericks New York Knicks Los Angeles Lakers Atlanta Hawks Cleveland Cavaliers Detroit Pistons | 2005–2013 2013 2013–2014 2014–2016 2016–2017 2017 2017–2018 2018–2019 |
| Jorge Garbajosa     | Toronto Raptors | 2006–2008                                                             |
| Sergio Rodríguez    | Portland Trail Blazers Sacramento Kings New York Knicks Philadelphia 76ers                                                            | 2006–2009 2009–2010 2010 2016–2017                                    |
| Juan Carlos Navarro | Memphis Grizzlies | 2007–2008                                                             |
| Rudy Fernández      | Portland Trail Blazers Denver Nuggets                                                                                                 | 2008–2011 2011–2012                                                   |
| Marc Gasol          | Memphis Grizzlies Toronto Raptors Los Angeles Lakers                                                                                  | 2008–2019 2019–2020 2020–2021                                         |
| Serge Ibaka 2       | Oklahoma City Thunder Orlando Magic Toronto Raptors Los Angeles Clippers Milwaukee Bucks                                              | 2009–2016 2016–2017 2017–2020 2020–2022 2022–2023                     |
| Ricky Rubio         | Minnesota Timberwolves Utah Jazz Phoenix Suns Minnesota Timberwolves Cleveland Cavaliers Indiana Pacers                               | 2011–2017 2017–2019 2019–2020 2020–2021 2021–2022 2022–2023           |
| Víctor Claver       | Portland Trail Blazers | 2012–2015                                                             |
| Lorenzo Brown 3     | Philadelphia 76ers Minnesota Timberwolves Phoenix Suns Toronto Raptors                                                                | 2013–2014 2015 2016 2017–2019                                         |
| Nikola Mirotić      | Chicago Bulls New Orleans Pelicans Milwaukee Bucks                                                                                    | 2014–2018 2018–2019 2019                                              |
| Álex Abrines        | Oklahoma City Thunder | 2016–2019                                                             |
| Willy Hernangómez   | New York Knicks Charlotte Hornets New Orleans Pelicans                                                                                | 2016–2018 2018–2020 2020–2023                                         |
| Juan Hernangómez    | Denver Nuggets Minnesota Timberwolves Boston Celtics San Antonio Spurs Utah Jazz Toronto Raptors                                      | 2016–2020 2020–2021 2021–2022 2022 2022–2023                          |
| Santi Aldama        | Memphis Grizzlies | 2021–                                                                 |
| Usman Garuba        | Houston Rockets Golden State Warriors                                                                                                 | 2021–2023 2023–2024                                                   |

### NBA-Drafts
Bisher wurden 26 spanische Spieler von einem NBA-Team gedraftet. Der Erste war Fernando Martín, der 1985 an der 38. Stelle von den New Jersey Nets ausgewählt wurde. Der Spieler mit dem niedrigsten Pick ist derzeit Pau Gasol, dessen Rechte sich die Atlanta Hawks im Jahr 2001 an der dritten Stelle sicherten.
| Name                 | Pick | Verein                 | Jahr |
| Fernando Martín      | 38   | New Jersey Nets        | 1985 |
| Johnny Rogers 1      | 34   | Sacramento Kings       | 1986 |
| José Antonio Montero | 113  | Atlanta Hawks          | 1987 |
| Roberto Dueñas       | 58   | Chicago Bulls          | 1997 |
| Pau Gasol            | 3    | Atlanta Hawks          | 2001 |
| Raül López           | 24   | Utah Jazz              | 2001 |
| Juan Carlos Navarro  | 39   | Washington Wizards     | 2002 |
| Albert Miralles      | 39   | Toronto Raptors        | 2004 |
| Fran Vázquez         | 11   | Orlando Magic          | 2005 |
| Sergio Rodríguez     | 27   | Phoenix Suns           | 2006 |
| Rudy Fernández       | 24   | Phoenix Suns           | 2007 |
| Marc Gasol           | 48   | Los Angeles Lakers     | 2007 |
| Serge Ibaka 2        | 24   | Seattle SuperSonics    | 2008 |
| Ricky Rubio          | 5    | Minnesota Timberwolves | 2009 |
| Víctor Claver        | 22   | Portland Trail Blazers | 2009 |
| Sergio Llull         | 34   | Denver Nuggets         | 2009 |
| Nikola Mirotić       | 23   | Houston Rockets        | 2011 |
| Álex Abrines         | 32   | Oklahoma City Thunder  | 2013 |
| Lorenzo Brown 3      | 52   | Minnesota Timberwolves | 2013 |
| Willy Hernangómez    | 35   | Philadelphia 76ers     | 2015 |
| Daniel Díez          | 54   | Utah Jazz              | 2015 |
| Juan Hernangómez     | 15   | Denver Nuggets         | 2016 |
| Usman Garuba         | 23   | Houston Rockets        | 2021 |
| Santi Aldama         | 30   | Utah Jazz              | 2021 |
| Juan Núñez           | 36   | Indiana Pacers         | 2024 |
| Hugo González        | 28   | Boston Celtics         | 2025 |

## Spanische Spielerinnen in der WNBA
Die ersten Spanierinnen, die in der WNBA debütierten, waren Amaya Valdemoro (Houston Comets) und Elisabeth Cebrián (New York Liberty). Bisher haben vierzehn Spielerinnen den Sprung in die höchste nordamerikanische Profiliga geschafft, dauerhaft etablieren konnten sich jedoch nur Valdemoro, die vier Saisons bestritt und drei WNBA-Titel mit den Houston Comets erobern konnte, Sancho Lyttle, die seit 2005 in der höchsten nordamerikanischen Profiliga aktiv ist.
| Name              | Verein                                       | Zeitraum                  |
| Amaya Valdemoro   | Houston Comets                               | 1998–2001                 |
| Elisabeth Cebrián | New York Liberty                             | 1998                      |
| Marina Ferragut   | New York Liberty                             | 2000                      |
| Begoña Garcia     | Detroit Shock                                | 2002                      |
| Elisa Aguilar     | Utah Starzz                                  | 2002                      |
| Isabel Sánchez    | Detroit Shock                                | 2004                      |
| Sancho Lyttle 3   | Houston Comets Atlanta Dream Phoenix Mercury | 2005–2008 2009–2017 2018– |
| Núria Martínez    | Minnesota Lynx                               | 2005 2010                 |
| Marta Fernández   | Los Angeles Sparks                           | 2007 2009                 |
| Anna Montañana    | Minnesota Lynx                               | 2009                      |
| Anna Cruz         | New York Liberty Minnesota Lynx              | 2014 2015–2016            |
| Astou Ndour       | San Antonio Stars Chicago Sky                | 2014 2016 2018–           |
| Marta Xargay      | Phoenix Mercury                              | 2015–2016                 |
| Leticia Romero    | Dallas Wings                                 | 2018–                     |

### WNBA Drafts
Bisher wurden dreizehn Spanierinnen von einem WNBA-Team gedraftet. Die erste Spielerin war Amaya Valdemoro, die beim WNBA Draft 1998 an der 30. Stelle von den Houston Comets ausgewählt wurde. Den bislang niedrigsten Pick erreichte Sancho Lyttle, die 2005 an der fünften Stelle von den Comets ausgewählt wurde.
| Name              | Pick | Verein                   | Jahr |
| Amaya Valdemoro   | 30   | Houston Comets           | 1998 |
| Núria Martínez    | 36   | Sacramento Monarchs      | 2004 |
| Sancho Lyttle 3   | 5    | Houston Comets           | 2005 |
| Alba Torrens      | 36   | Connecticut Sun          | 2009 |
| Astou Ndour       | 16   | San Antonio Silver Stars | 2014 |
| Leticia Romero    | 16   | Connecticut Sun          | 2017 |
| Maite Cazorla     | 23   | Atlanta Dream            | 2019 |
| María Conde       | 27   | Chicago Sky              | 2019 |
| Ángela Salvadores | 31   | Los Angeles Sparks       | 2019 |
| Aina Ayuso        | 34   | Los Angeles Sparks       | 2021 |
| Raquel Carrera    | 15   | Atlanta Dream            | 2021 |
| Txell Alarcón     | 32   | Washington Mystics       | 2023 |
| Helena Pueyo      | 22   | Connecticut Sun          | 2024 |